# Eduard Sponnagel

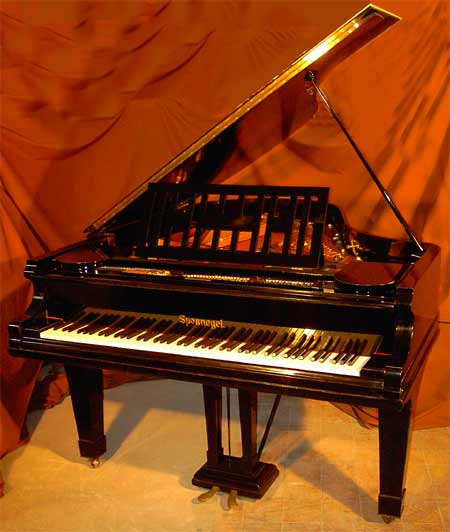
Fortepian Eduard Sponnagel

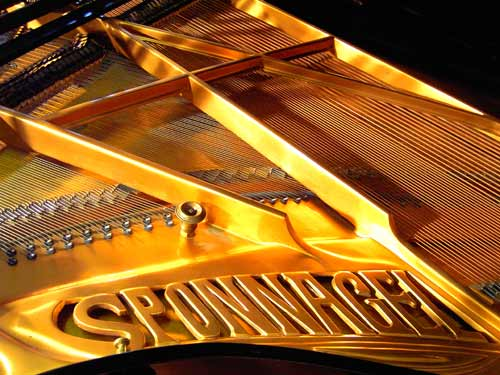
Wnętrze fortepianu Eduard Sponnagel

Eduard Sponnagel (ur. 1847, zm. 16 maja 1907) – fortepianmistrz.
W 1875 osiedlił się w Legnicy, gdzie został współwłaścicielem fabryki fortepianów Gustav Selinke, założonej w 1866. Dopiero wtedy zaczął praktykować w zawodzie fortepianmistrza w swojej fabryce. 1889 ze spółki wystąpił Selinke, Sponnagel prowadził dalej firmę sam pod dawną nazwą Selinke & Sponnagel, ok. 1 VII 1894 zmienił nazwę na Eduard Sponnagel. Firma znajdowała się nadal przy Neue Glogauer Strasse 16, 16a, 17, produkując pianina i mechanizmy pianinowe przy zatrudnieniu ponad stu pracowników. W 1894 zaprzestano produkcji mechanizmów, zlikwidowano filię we Wrocławiu, a od ok. 1897 zaczęto budować fortepiany.
Eduard Sponnagel był twórcą kilku wynalazków i innowacji, m.in. egalizatorów w płycie rezonansowej, o czym publikował artykuł. Uchodził za jednego z najlepszych i najbardziej cenionych fortepianmistrzów w regionie. Po jego śmierci firmę przekształcono w sp. z o.o. o nazwie Eduard Sponnagel Pianofortefabrick GmbH, przejęła ją wdowa Lina Sponnagel, z domu Pohl oraz dotychczasowy prokurent, kupiec Albert Ratz. Kapitał zakładowy wynosił 100 000 marek. W 1900 na Wystawie Światowej w Paryżu instrumenty firmy Sponnagel uzyskały złoty medal, w 1911 na wystawie w Poznaniu medal za wybitne osiągnięcia. W czasie I wojny światowej produkcję całkowicie wstrzymano, wznowiono 1 X 1919 przy zatrudnieniu jedynie pięciu pracowników. Jednocześnie Eduard Sponnagel jun. sprzedał wytwórnię legnickiemu fortepianmistrzowi Arthurowi Frankemu. Firma istniała nadal pod nazwą Arthur Franke.